# Ceratocephala falcata
Ceratocephala falcata là một loài thực vật có hoa trong họ Mao lương. Loài này được (L.) Pers. mô tả khoa học đầu tiên năm 1805.

## Hình ảnh

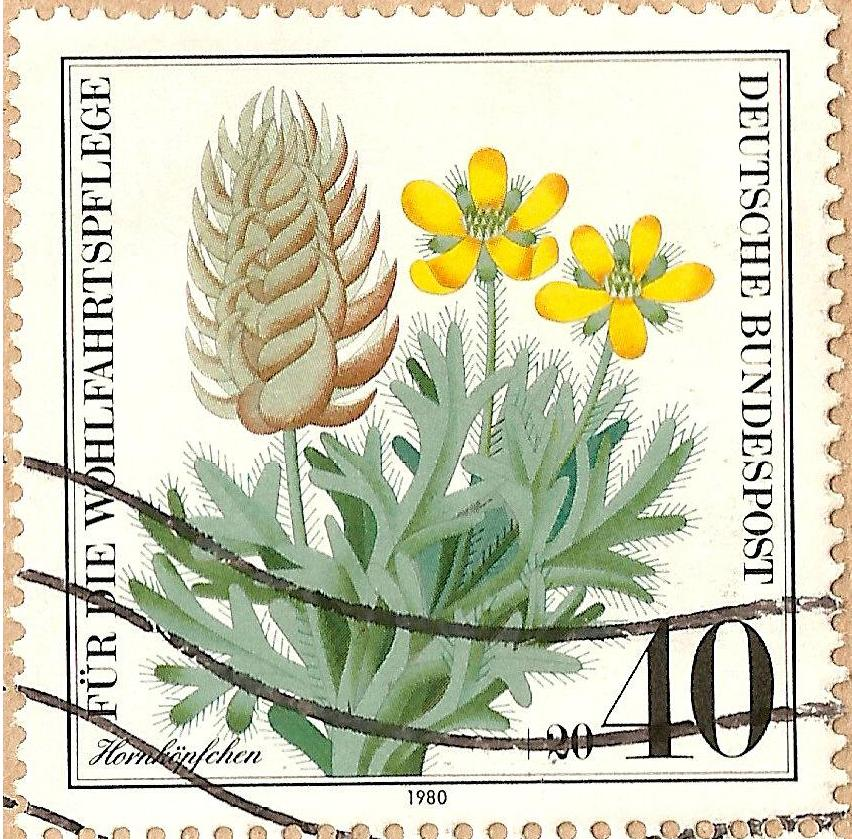